# Paracorymbia
Paracorymbia es un género de coleópteros crisomeloideos de la familia Cerambycidae. Se distribuyen por el paleártico.

## Especies
Se reconocen las siguientes:
- †Paracorymbia antiqua Vitali, 2005
- Paracorymbia apicalis (Motschulsky, 1875)
- Paracorymbia benjamini (Sama, 1993)
- Paracorymbia cardinalis (K. Daniel & J. Daniel, 1899)
- Paracorymbia excisipes (K. Daniel & J. Daniel, 1891)
- Paracorymbia fulva (De Geer, 1775)
- Paracorymbia heydeni (Ganglbauer, 1889)
- Paracorymbia hybrida (Rey, 1885)
- Paracorymbia maculicornis (DeGeer, 1775)
- Paracorymbia martini (Sláma, 1985)
- Paracorymbia nadezhdae (Plavilstshikov, 1932)
- Paracorymbia pallens (Brullé, 1832)
- Paracorymbia pallidipennis (Tournier, 1872)
- Paracorymbia picticornis (Reitter, 1885)
- Paracorymbia pyrrha (Bates, 1884)
- Paracorymbia sambucicola (Holzschuh, 1982)
- Paracorymbia simplonica (Fairmaire, 1885)
- Paracorymbia tonsa (J. Daniel & K. Daniel, 1891)